# Teruo Iwamoto
Teruo Iwamoto (jap. 岩本 輝雄 Iwamoto Teruo; ur. 2 maja 1972) – japoński piłkarz, reprezentant kraju.

## Kariera klubowa
Od 1991 do 2006 roku występował w klubach Bellmare Hiratsuka, Kyoto Purple Sanga, Kawasaki Frontale, Verdy Kawasaki, Vegalta Sendai, Nagoya Grampus Eight i Auckland City.

## Kariera reprezentacyjna
W reprezentacji Japonii zadebiutował w 1994. W sumie w reprezentacji wystąpił w 9 spotkaniach.

## Statystyki
| Reprezentacja Japonii | Reprezentacja Japonii | Reprezentacja Japonii |
| Rok                   | Mecze                 | Gole                  |
| --------------------- | --------------------- | --------------------- |
| 1994                  | 9                     | 2                     |
| Razem                 | 9                     | 2                     |